# Det Kommunistiske Manifest
Det Kommunistiske Manifest (tysk: Manifest der Kommunistischen Partei), af og til omtalt som Manifestet eller Det Kommunistiske Partis Manifest, er et af de mest betydningsfulde politiske skrifter i verdenshistorien. Det er skrevet af Karl Marx og Friedrich Engels og blev udgivet første gang i London den 21. februar 1848.
Manifestet dannede med sine idéer om proletariatets diktatur, det klasse- og statsløse samfund og fælles ejendomsret over produktionsmidlerne grundlaget for den gren af den kommunistiske ideologi, der senere er blevet kaldt for marxisme.
På Kommunisternes Forbunds kongres i London i november-december 1847 fik Karl Marx og Friedrich Engels til opgave at skrive et program for forbundet. Arbejdet med manifestet blev startet kort efter kongressen. Marx og Engels arbejdede sammen til slutningen af december, og opholdt sig indtil der i Brussel. Men efter at Engels rejste til Paris i slutningen af december fortsatte Marx arbejdet alene. I løbet af januar 1848 skrev Karl Marx manifestet færdig og det blev sendt til trykning i London, og udkom første gang i slutningen af februar.
Det var annonceret, at manifestet ville udkomme på : Engelsk, fransk, tysk, Italiensk, flamsk og dansk, men i realiteten var den første udgivelse kun på : Tysk, polsk og dansk.
I de første udgaver og oversættelser var forfatterne anonyme. Først i 1850 blev forfatternes navne kendt efter den første engelske oversættelse af manifestet blev trykt i "The Red Republican".
Den første linje i manifestet lyder "Et spøgelse går gennem Europa – kommunismens spøgelse. Alle magter i det gamle Europa har sluttet sig sammen til en hellig klapjagt på dette spøgelse, paven og tsaren, Metternich og Guizot, franske radikale og tysk politi,".
I 2013 blev Det Kommunistiske Manifest optaget i UNESCO's Memory of the World Programme sammen med Marx's Kapitalen.

## Indhold
Manifestet indeholder et forord og følgende fire hovedkapitler:
- Bourgeoisi og proletariat
- Proletarer og kommunister
- Socialistisk og kommunistisk litteratur
- Kommunister og oppositionspartier